# Ivan Näsberg
Ivan Näsberg (Oslo, 1996. április 22. –) norvég korosztályos válogatott labdarúgó, a dán Viborg hátvéde.

## Pályafutása

### Klubcsapatokban
Näsberg a norvég fővárosban, Osloban született. Az ifjúsági pályafutását a helyi Vålerenga akadémiájánál kezdte.
2013-ban mutatkozott be a Vålerenga első osztályban szereplő felnőtt csapatában. 2013 júliusában debütált a Viking ellen. A 2016-os szezonban kölcsönben a svéd másodosztályú Varbergs BoIS csapatát erősítette. Először a 2016. április 2-ai, Åtvidaberg elleni mérkőzésen lépett pályára. Első gólját 2016. október 4-én, az Assyriska ellen 4–0-ra megnyert találkozón szerezte. 2021. július 29-én a belga Gent ellen 2–0-ra megnyert Konferencia Liga-selejtezőn megszerezte első nemzetközi találatát is.
2022. augusztus 1-jén a görög első osztályban érdekelt PAÓK együtteséhez igazolt. 2024. szeptember 2-án a dán Viborg szerződtette.

### A válogatottban
Näsberg az U15-östől az U19-esig minden korosztályban képviselte Norvégiát.
2014-ben mutatkozott be a U21-es válogatottban. Először 2014. november 17-én, Belgium ellen 4–0-ra elvesztett barátságos mérkőzés 72. percében Ohi Omoijuanfot váltva lépett pályára.

## Statisztikák
2024. szeptember 4. szerint
| Klub                       | Szezon   | Osztály             | Bajnokság | Bajnokság | Kupa  | Kupa | Nemzetközi | Nemzetközi | Összesen | Összesen |
| Klub                       | Szezon   | Osztály             | Meccs     | Gól       | Meccs | Gól  | Meccs      | Gól        | Meccs    | Gól      |
| -------------------------- | -------- | ------------------- | --------- | --------- | ----- | ---- | ---------- | ---------- | -------- | -------- |
| Vålerenga                  | 2013     | Tippeligaen         | 5         | 0         | 0     | 0    | 0          | 0          | 5        | 0        |
| Vålerenga                  | 2014     | Tippeligaen         | 4         | 0         | 0     | 0    | 0          | 0          | 4        | 0        |
| Vålerenga                  | 2015     | Tippeligaen         | 9         | 0         | 0     | 0    | 0          | 0          | 9        | 0        |
| Vålerenga                  | 2017     | Eliteserien         | 15        | 1         | 2     | 0    | 0          | 0          | 17       | 1        |
| Vålerenga                  | 2018     | Eliteserien         | 14        | 0         | 0     | 0    | 0          | 0          | 14       | 0        |
| Vålerenga                  | 2019     | Eliteserien         | 22        | 0         | 1     | 0    | 0          | 0          | 23       | 0        |
| Vålerenga                  | 2020     | Eliteserien         | 29        | 2         | 0     | 0    | 0          | 0          | 29       | 2        |
| Vålerenga                  | 2021     | Eliteserien         | 26        | 0         | 1     | 0    | 2          | 1          | 29       | 1        |
| Vålerenga                  | 2022     | Eliteserien         | 13        | 1         | 1     | 0    | 0          | 0          | 14       | 1        |
| Varbergs BoIS (kölcsönben) | 2016     | Superettan          | 27        | 1         | 0     | 0    | —          | —          | 27       | 1        |
| PAÓK                       | 2022–23  | Super League Greece | 12        | 1         | 2     | 0    | —          | —          | 14       | 1        |
| PAÓK                       | 2023–24  | Super League Greece | 8         | 0         | 3     | 1    | —          | —          | 11       | 1        |
| PAÓK                       | 2024–25  | Super League Greece | 1         | 0         | 0     | 0    | —          | —          | 1        | 0        |
| Viborg                     | 2024–25  | Danish Superliga    | 0         | 0         | 1     | 0    | —          | —          | 1        | 0        |
| Összesen                   | Összesen | Összesen            | 185       | 6         | 11    | 1    | 2          | 1          | 198      | 8        |

## Sikerei, díjai
PAÓK
- Super League Greece
  - Bajnok (1): 2023–24

- Görög Kupa
  - Döntős (1): 2022–23